# 제1차 포에니 전쟁
제1차 포에니 전쟁(기원전 264년 ~ 기원전 241년)은 카르타고와 로마 사이에 벌어진 세 번의 포에니 전쟁 가운데 첫 번째 전쟁이다. 23년 동안, 두 세력은 서부 지중해 패권을 놓고 전쟁을 하였다. 전쟁의 결과, 로마가 승리하였고, 그리하여 카르타고에 불평등 조약을 체결하고 막대한 전후 배상금을 부과하였다. 제1차 포에니 전쟁 이후 6년간 로마는 팽창을 거듭하여 지중해 대부분을 장악하였다.

## 배경
기원전 3세기 중반 무렵, 로마의 세력은 팽창하였다. 내부의 반란과 분란을 잠재우고, 이탈리아반도를 로마의 이름으로 결속시켰다. 라티움 동맹이나 삼니움족과 같은 적을 모두 무찔렀으며, 에페이로스의 퓌로스의 침략도 격퇴하였다. 로마는 스스로의 군사력과 정치체계에 도취되어 있었다.
반면, 과거 페니키아의 도시였던 카르타고는 당시 북아프리카 연안 및 이베리아반도 일부를 거느리는 거대한 제국이 되어 있었다. 카르타고는 시칠리아 해협을 비롯한 이탈리아반도 주변의 해상을 장악하며 대부분의 지중해 교역로 및 경제권을 관할하고 있었다.
한니발의 전쟁을 포함하는 로마 공화정과 카르타고 간의 3번의 전쟁은 로마 제국의 등장을 지연시켰다. 로마의 승리는 고대 지중해의 소유권이 아프리카에서 유럽으로 넘어간 기점이 된다.

## 발단

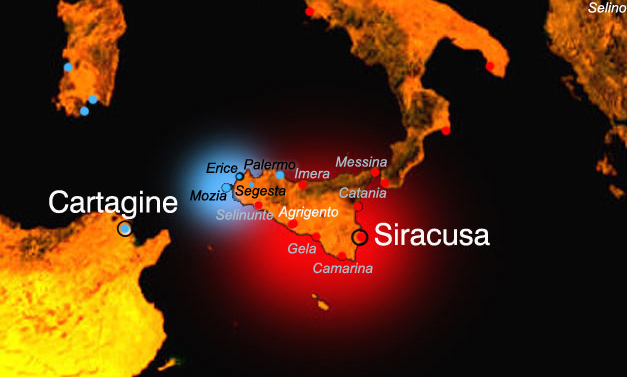
시칠리아 세력도

전쟁 전 로마는 이탈리아반도 전역을, 카르타고는 지금의 알제리, 튀니지를 중심으로 에스파냐, 시칠리아 절반, 사르데냐 섬을 장악하던 나라였다. 시칠리아는 카르타고와 로마 중간에 위치하여, 이 곳을 다른 쪽에 내주면 적을 코앞에 두게 되는 것이었다.
한편, 카르타고의 영토가 아닌 시칠리아의 절반은 내전에 휩싸여 있었다. 당시 시칠리아의 메시나는 라틴계 마메르타니인들의 반란에 의해 점령당한 상태였는데, 같은 그리스계인 메시나인들이 마메르타니 인들에 의해 살해당한 것을 본 주변 시칠리아 도시들은 가장 세력이 강했던 시라쿠사를 중심으로 메시나를 공격한다. 마메르타니인들이 점령한 메시나는 세력면에서 압도적인 시라쿠사에 밀렸기에, 마메르타니인들은 타국에 도움을 요청하기로 결정하고, 카르타고와 로마에 모두 구원을 요청하는 사신을 파견한다. 해상 진출의 경험이 없는 로마는 같은 라틴 계열인 마메르타니인들의 요청에도 불구하고 처음에는 구원을 망설였으나, 메시나가 카르타고에도 구원을 요청했음을 알자 시칠리아가 카르타고의 세력하에 들어가지 않도록 하기 위해 구원병을 파견하면서 포에니 전쟁의 막이 오르게 된다.

## 전개
요청을 받은 로마는 곧 군대를 편성해 메시나로 파견한 후, 메시나를 보호해주는 대신 세력하에 두었다. 한편 시칠리아의 내전을 기회로 시칠리아 전역을 손에 넣으려던 카르타고는 이에 불만을 느꼈고, 시라쿠사의 왕 히에론과 동맹을 맺고 메시나를 공격했다. 그러나 로마군은 두 군대를 모두 격파하고, 시라쿠사 영토 안으로 침입했다. 이렇게 되자 내전을 틈탄 카르타고의 세력 확장을 두려워한 시라쿠사는 로마와 동맹을 맺었고, 이는 전쟁 내내 로마에 큰 힘이 되었다. 이것이 카르타고와 로마의 본격적인 전쟁 돌입이었다. 카르타고는 대규모의 병력을 시칠리아에 파병해 전면전에 들어갔다.
본디 카르타고는 해운업이 왕성하여 무역로를 보호하기 위한 해군이 강했고, 로마는 이탈리아반도의 통일을 위한 육군이 강했다. 따라서 육전에서의 싸움은 로마에 유리하게 돌아갔다. 그러나 시칠리아는 섬으로, 이곳에서의 전투를 위해서는 해군이 필요했고, 로마는 이전까지 이탈리아반도에는 없던 5단층 선박을 카르타고군으로부터 노획해 재조립하여 진수하였다. 그러나 첫 해전에서 경험이 부족한 로마군은 항구를 봉쇄당해 싸움도 해보지 못하고 패배했고, 해군 사령관 스키피오가 포로로 잡혔다. 이에 그의 뒤를 이어 해군 사령관이 된 두일리우스는 해전에서 승리하기 위해 코르부스(corvus, 일명 까마귀 배)라는 배를 만들게 되었다. 이 배는 까마귀라 불리는 잔교를 탑재한 것으로, 육군이 강한 로마군의 이점을 살려 해전을 육전으로 만들기 위한 신무기였다. 이 코르부스를 앞세워 로마 해군은 카르타고와의 대규모 해전에서 첫 승리를 거두었다. 한편 육전에서 고전하던 카르타고는 타국의 유능한 용병 장수들을 고용하기 시작했다. 한편 로마는 시칠리아로 계속되는 카르타고의 지원을 봉쇄하기 위해 255년 본토 침략을 계획하였고, 이를 막기 위한 카르타고의 해군과 다시 한번 해전을 치르게 되었다. 여기서 230척의 로마 해군은 250척의 카르타고 해군을 또 한번 격파하고 카르타고에 상륙했다. 카르타고에 상륙한 로마군은 분대를 편성하여 레굴루스를 사령관으로 하여 카르타고로 진격하였다. 위기감을 느낀 카르타고는 강화 제의를 했으나, 로마가 해군을 해체하라는 요구를 하자 이 요구를 거부하고 스파르타 출신 용병 장수 크산티포스를 고용하여 전투에 돌입했다. 당시 레굴루스는 병력에서 열세였음에도 불구하고 고지식하게 전면전에 돌입했고, 결국 크게 패배하고 레굴루스는 포로로 잡혔다. 살아남은 병사들을 구하기 위해 로마군 본대는 카르타고군과 다시 한번 해전을 벌였고, 또 한번 승리를 거두었다. 그러나 로마군은 철수 도중 폭풍우로 인해 수많은 병력을 잃었다.
로마가 큰 손실을 입자 카르타고는 시칠리아를 포로로 잡힌 레굴루스를 보내 포기할 것을 요구했고, 로마는 이를 거부했다. 카르타고는 레굴루스를 처형한 뒤 코끼리 부대를 앞세워 시칠리아에 상륙했고, 로마는 육해군 양면으로 반격을 가했다. 로마군은 카르타고가 점령하고 있던 팔레르모를 함락하면서 카르타고의 시칠리아 세력을 크게 축소시켰고, 육해 양면에서의 강력한 반격에 카르타고는 점차 열세에 놓였다. 그러나 253년 무렵 로마군은 또다시 폭풍으로 수많은 병력을 잃었고, 육전에서는 카르타고가 대규모의 코끼리 부대를 앞세워 로마군을 압박하면서 로마는 수세에 몰렸다. 특히 코끼리에 대한 로마 병사들의 공포는 로마의 상황을 더욱 절망적으로 만들었다. 의기양양해진 카르타고군은 코끼리 부대를 앞세워 팔레르모 재탈환에 나섰다.
이 때 팔레르모를 지키고 있던 메텔루스는 깊은 참호와 경보병의 투창을 이용해 코끼리 부대를 무력화시켰다. 투창에 상처를 입은 코끼리들이 카르타고군을 공격하면서 혼란에 빠뜨렸고, 로마군은 성 밖으로 나가 카르타고군을 공격하여 대승을 거두었다. 이 전투에서 대부분의 코끼리들을 죽이고 포획하면서 로마병사들의 코끼리에 대한 공포는 완화되기 시작했다.
팔레르모 탈환에 실패하자 카르타고는 남은 시칠리아 영토를 지키기 위해 대규모 병력을 투입했고, 전쟁은 점차 교착상태에 빠졌다. 249년 카르타고군은 마르살라로 공격해 온 로마 해군을 격파하면서 해전에서 첫 승리를 거두었고, 해군을 이끌었던 로마 장수 풀케르는 소환되어 벌금을 냈다. 247년 카르타고는 하밀카르 바르카를 사령관으로 파견했고, 하밀카르는 게릴라 전술로 로마군을 괴롭혔다. 그러나 이 무렵 카르타고 본국에서의 국론 분열로 하밀카르는 제대로 된 지원을 받지 못했고, 따라서 적극적인 공격을 하지 못했다. 결국 241년 카르타고는 트라파니에서 개시된 대규모 해전에서 대패하였고, 대량의 보금품을 싣고 있던 해군이 격파되면서 카르타고는 사실상 시칠리아 수복을 포기하고 강화를 맺었다. 이 강화 조약을 통해 로마는 3천 2백 달란트의 배상금과 시칠리아, 그리고 그 외의 섬들을 획득하였다.

## 같이 보기
- 2차 포에니 전쟁
- 3차 포에니 전쟁
- 하밀카르 바르카
- 카르타고